# Хворосна
Хворосна (укр. Хворосна) — село в Новоушицком районе Хмельницкой области Украины.
Население по переписи 2001 года составляло 34 человека. Почтовый индекс — 32624. Телефонный код — 3847. Занимает площадь 0,165 км². Код КОАТУУ — 6823387005.

## Местный совет
32620, Хмельницкая обл., Новоушицкий р-н, с. Отроков